# Two Harbors (Minnesota)
Two Harbors település az Amerikai Egyesült Államok Minnesota államában, Lake megyében, melynek megyeszékhelye is. Lakosainak száma 3633 fő (2020. április 1.).

## Népesség
A település népességének változása:

| 2010 | 3 745 |
| 2020 | 3 633 |